# Zsarnóca
Zsarnóca vagy Zsarnóc, (szlovákul Žarnovica, latinul Zarnovia) város Szlovákiában. A Besztercebányai kerület Zsarnócai járásának központja. Revistyeváralja és Zsarnócakohó tartozik hozzá.

## Fekvése
Selmecbányától 17 km-re északnyugatra, a Garam jobb partján fekszik.

## Története
A település, valamint Frigyes nevű papjának és Szent Miklós püspök tiszteletére szentelt templomának első említése az 1332-ben kelt pápai tizedjegyzékben történt, mely szerint papja 6 garast fizetett. Ebben Zsarnóca "Zanog", "Zirnog" alakban szerepel. Az első jelentős esemény a település életében a garamrévi vám lévai várkapitány által történt ideköltöztetése volt. Ebben az időben Zsarnóca a revistyei uradalomhoz tartozott. 1389-ben "Sarnocha", 1424-ben "Sarnocza", "Sarnowcza" alakban szerepel a korabeli forrásokban. 1479-ben a Revistye várát és uradalmát királyi adományként a Dóczy család kapta.
Sziklás dombon álló, háromemeletes, késő gótikus várkastélyát is a Dóczyak építették 1480 és 1485 között. 1563-ban városi rangot, 1681-ben vásártartási jogot kapott. A 17. században itt tartották Bars vármegye nemesi közgyűléseit. 1644-ben falai alatt szenvedett vereséget egy török sereg. 1647-ben fiágon kihalt a Dóczy család, és a birtok a kincstár tulajdona lett, a selmeci bányakamara igazgatása alatt. Még ebben az évben feldúlta a török. 1662-ben az uradalommal együtt a besztercebányai bányakamara igazgatása alá került. 1664. május 16-án itt aratott győzelmet a de Souches tábornok vezette császári sereg a váradi pasa serege felett. A csata során a város is elpusztult. 1677-ben császári helyőrsége harc nélkül adta át Revistye várát a kurucoknak, akik ezt követően feldúlták az uradalom területét. 1696-ban megalakult az első céh a városban: a szűcsök céhe. 1828-ban 140 házában 986 lakos élt. A 19. század végén gőzfűrésztelep és téglagyár létesült itt. Faipari szakiskola kezdte meg működését. 1896-ban a város bekapcsolódott a vasúti forgalomba, az első vonat november 30-án érkezett Zsarnócára.
Vályi András szerint "ZSARNÓCZ. Zarnovia, Zernovicza. Mezőváros Bars Várm. földes Ura a’ Selmetzi Kamara, lakosai leginkább katolikusok, fekszik Garam vizének szomszédságában, Sz. Kereszthez 2 mértföldnyire; a’ Városon keresztűl folyó pataknak áradása káros a’ Lakosoknak. Nevezetesítette 1664-dikben az Ozmanoknak, Zúza Tsászári Vezérnek igazgatása alatt történtt meg verettetések. Tágas olvasztó háza van itt az Uraságnak; kenyér sütő Aszszonyai nevezetesek, kivált a’ Selmetzieknél; sert is jót főznek benne; határja jól termő, vagyonnyaikat könnyen eladhattyák."
Fényes Elek szerint "Zsarnócza (Zsarnovicz), Bars m. tót m. v. a Garan jobb partján, ut. p. Selmeczhez 2 órányira: 984 kath., 2 evang. lak. Van egy kath. paroch. temploma; urasági kastélya, 1/4 mfdnyire a helységtől egy nézést érdemlő olvasztóháza, hová Selmeczről küldik a nyers érczeket, hires söre és kenyere, melly utolsót Selmeczre hordja. Hegyes de sikeres rozsot termő határját a városon keresztül folyó patak gyakran elönti. – Ezen helytt verte meg Zuza cs k. hadvezér 1664-ben a törököket. F. u. a kamara."
Bars vármegye monográfiája szerint "Zsarnócza, a Garamvölgyben fekvő, vásárjoggal bíró tót kisközség, 1600 róm. kath. vallású lakossal. E község 1226-ban már a vámszedő helyek között szerepel. 1388-ban Sarnoizza, 1424-ben villa Zarnocha néven találjuk említve. A XV. században már a Dóczyak voltak az urai, a kik itt erős várfalakkal körülvett várkastélyt építtettek, melynek egy része maig is fennáll és az erdőkincstár hivatalos helyiségeit foglalja magában. 1647-ben a törökök Dóczy Zsigmondot megölték és nejét rabságba hurczolták. 1664-ben a törökök Zsarnócza alatt vereséget szenvedtek, 1605-ben Bocskay seregei is itt táboroztak. A XVII. század vége felé a vármegye itt is tartotta gyűléseit. Mária Terézia kincstári sörházat építtetett itt, hogy az erdei és a bányamunkások olcsó italhoz jussanak. Ez időben Zsarnovitz néven van a község említve. A község hajdan Hont vármegyéhez is tartozott és ez időben mint a selmeczi uradalom egyik községének, Zermevicze és Zernovicza alakban találjuk a nevét. Bél Mátyás Zarnócznak nevezi a községet, míg a Dóczyak idejében Senocza alakban is találjuk említve. A község határában a m. kir. erdőkincstárnak nagyszabású gőzfürésztelepe, téglagyára, fenyőmagpergetője és faiskolája van. A község forgalmáról és élénkségéről tanúságot tesz, hogy itt két pénzintézet, kaszinó-egylet, önsegélyző szövetkezet és polgári kör van. Kath. temploma 1400-ban már fennállott, de 1773-ban teljesen átalakították, legutóbb pedig 1869-ben restaurálták. A vasút felé, a Garamon, érdekes és különleges szerkezetű, sodronyon függő gyaloghíd vezet a túlsó partra. Ide tartoznak, a fűrésztelepen kivül, Proszno, Tyehelna, Okrut és Lukavicza telepek is, mely utóbbinak a mult század elején még 156 lakosa volt. A községnek van postája, távirója és vasúti állomása."
A trianoni békeszerződésig Bars vármegye Garamszentkereszti járásához tartozott.

## Népessége
| Év:            | 1994. | 2004.   | 2014.   | 2024.    |
| -------------- | ----- | ------- | ------- | -------- |
| Emberek száma: | 6591  | 6522    | 6430    | 5576     |
| Eltérés:       |       | -1,04 % | -1,41 % | -13,28 % |

| Év:            | 2023. | 2024.   |
| -------------- | ----- | ------- |
| Emberek száma: | 5669  | 5576    |
| Eltérés:       |       | -1,64 % |

- 1880-ban Zsarnóca 1440 lakosából 1226 szlovák, 82 német, 37 magyar, 18 egyéb anyanyelvű és 77 csecsemő; ebből 1366 római katolikus, 52 zsidó, 21 evangélikus és 1 református.
  - Revistyeváralja 191 lakosából 179 szlovák, 8 német anyanyelvű és 4 csecsemő volt; ebből 189 római katolikus és 2 zsidó.
  - Zsarnócakohó 286 lakosából 257 szlovák, 15 német, 7 magyar anyanyelvű, 2 idegen és 5 csecsemő volt; ebből 282 római katolikus, 2 evangélikus, 1 református és 1 zsidó.
- 1910-ben Zsarnóca 1998 lakosából 1618 szlovák, 300 magyar, 63 német, 1 román és 16 egyéb anyanyelvű; ebből 1826 római katolikus, 94 zsidó, 52 evangélikus, 20 református, 2-2 görögkatolikus, pravoszláv és unitárius.
  - Revistyeváralja 242 lakosából 228 szlovák, 12 magyar, 1 német és 1 más nemzetiségű; ebből 232 római katolikus, 8 református és 2 zsidó volt.
  - Zsarnócakohó 281 lakosából 246 szlovák, 30 magyar és 5 német, ebből 275 római katolikus, 4 református és 2 zsidó.
- 1991-ben 6532 lakosából 6266 szlovák és 11 magyar volt.
- 2001-ben 6596 lakosából 6305 szlovák és 8 magyar volt.
- 2011-ben 6490 lakosából 5724 szlovák, 52 roma, 29 lengyel, 25 cseh, 8 magyar és 640 ismeretlen nemzetiségű volt.

## Neves személyek
- Itt született 1892-ben Gizela Kocoureková szlovák írónő.
- Itt született 1911-ben Fekete Zoltán agrármérnök, geológus, talajtanász, kertészmérnök.
- Revistyeváralján született 1841-1845 körül Köröskényi Elek főszolgabíró, országgyűlési képviselő.
- Itt dolgozott Divald Adolf (1828-1891) erdőmérnök, tudományszervező.
- Itt dolgozott Dobrovits Károly (1838-1873) magyar királyi bányakerületi vegyelemző.
- Itt dolgozott Téglás Károly (1864-1916) állami főerdő-tanácsos, erdészeti főosztály főnök, földművelési minisztériumi tanácsos.
- Itt dolgozott Fekete Zoltán (1877-1962) erdőmérnök, botanikus. 1941-től a Magyar Tudományos Akadémia levelező tagja.
- Itt dolgozott Blattny Tibor (1883-1969) erdőmérnök, botanikus, szakíró.
- Itt tanult Andrej Kmeť (1841-1908) szlovák régész, geológus, mineralógus, őslénykutató, történész, botanikus, néprajzkutató és katolikus pap. A Matica slovenská egyik alapító tagja (1863).

## Nevezetességei

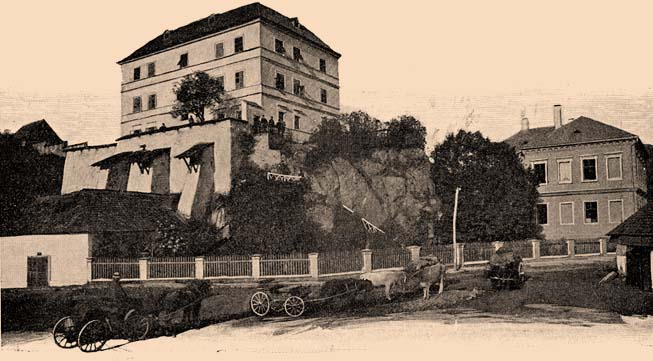
A Dóczy-várkastély.

- A Dóczy-várkastély 1480 és 1485 között épült, a 20. században felújították és átépítették.
- Római katolikus templomát a 14. század végén építették, a 15. században átépítették, majd a 17. század végén barokk stílusban megújították.
- Az egykori sörgyár épülete a 18. század közepén épült barokk stílusban, később átépítették.
- Barokk kápolna a 18. századból.
- Neogótikus kápolna 1895-ből.

## Külső hivatkozások
- Zsarnóca város hivatalos honlapja
- Zsarnóca várkastélya (szlovákul)
- Községinfó
- Zsarnóca Szlovákia térképén